# Šljivansko (gmina Pljevlja)
Šljivansko (cyr. Шљиванско) – wieś w Czarnogórze, w gminie Pljevlja. W 2011 roku liczyła 18 mieszkańców.